# Hilario Contrán

Hilario María Contrán Mozzato fue un escritor, fundador, misionero y religioso italiano que tuvo su residencia en El Salvador durante 1972 y 2014. Es muy reconocido en El Salvador por haber dirigido Radio María El Salvador y haberle donado las actuales instalaciones, además del reciente y actualmente apagado escándalo sobre los fondos y administración del Hogar "Padre Vito Guarato".

## Nacimiento y profesión
Nació el 27 de junio de 1933 (Año Santo o Jubilar) en Vigorovea en San Angelo di Piove, diócesis y provincia de Pádova, Italia. Hijo de Modesto Contrán y Ester Regina Mozzato. 
Entró joven al Seminario Franciscano de Lonigo (Vicenza);  Vistió el hábito de Francisco de Asís el 16 de septiembre de 1952,  profesó solemnemente el 19 de marzo de 1959 y fue ordenado Sacerdote el 25 de junio de 1961. Después de haber trabajado por 10 años en Italia, llegó a El Salvador el 27 de enero de 1972.

## Trabajo pastoral en El Salvador
Trabajó en Sensuntepeque, construyó la cúpula de la Parroquia, la Casa de Retiro Arco Iris y el arreglo de 20 capillas de la zona. Fue el director del Seminario de Los Planes de Renderos  y ayudó a crecer las vocaciones sacerdotales, a preparar a los Sacerdotes para grandes retos dentro de la iglesia, entre los cuales sobresale el actual obispo de Santa Ana Monseñor Elías Rauda. En Santiago de María construyó el asilo de ancianos: Santa María. Luego, en la Parroquia de la Inmaculada Concepción de San Salvador, remodela la iglesia y renueva la Clínica Franciscana que ayuda a personas pobres de la zona. Después del terremoto de 1986 atendió diariamente a más de 3000 personas necesitadas, por tres meses.
Participó en el proyecto “Si a la vida”, que implicaba cambios en la constitución de la república, su tenacidad, su amor por esta lucha lo lleva a que esto sea posible y junto con otras instituciones a personas hoy se tiene una nueva definición constitucional: “la vida comienza desde la concepción y no del nacimiento del ser humano”, paso gigantesco en la humanización del concepto de vida, muy a pesar de toda esa corriente mundial de legalizar la muerte de los no nacidos. Organizó durante su trayectoria varios Festivales de Música Sacra. Desde el 13 de mayo de 1987 estuvo en la Parroquia de San Antonio de Padua.  Encontró una Parroquia espiritualmente bien atendida y físicamente bien dañada por el terremoto de 1986, es decir: La Iglesia, el Convento y la Clínica gravemente dañados. Por dos años celebró las actividades parroquiales en el garaje del convento y después de tres años y medio de trabajo en las reparaciones,  se pudieron bendecir todos los locales restaurados. Engrandeció y remodeló el Convento de los Franciscanos, construyó el Centro MIR, el Comedor de los Pobres, la Clínica Dental, Clínica de Medicina General y el Laboratorio Clínico. Con las clínicas y el laboratorio se han atendido a más de 30,000 personas de escasos recursos de la zona en los últimos.

## Radio María
En el 2007 se hace cargo de la Dirección de Radio María El Salvador, y en un año logró el autofinanciamiento para su funcionamiento, la adquisición de una sede amplia y adecuada y la instalación de equipos para los nuevos Estudios.
Padre Hilario estuvo desarrollando una labor “pastoral” a través de la radio, avalada por el Sr. Nuncio Apostólico de El Salvador; existe la presencia de Jesús Sacramentado en la Capilla, celebración de Misas los días domingos y fiestas marianas, formación de grupos de consagrados al corazón inmaculado de María, celebraciones en vivo en la Navidad, en la Cuaresma, Semana Santa y meses marianos.
Con la ayuda de la Virgen María P. Hilario logra obtener la frecuencia 107.3 fm para Radio María, en el año 2011, con equipos nuevos donados por la World Family of Radio María. 

## Polémica Hogar "Padre Vito Guarato"
Contrán también estuvo implicado en una situación tensa que fue muy decisiva para el Hogar Padre Vito Guarato (Antes: Hogar del Niño Minusválido Abandonado"). Luego de ser acusado de tergiversado en sus homilías fue expulsado del Hogar junto a las religiosas que atienden a los niños y jóvenes que ahí residen, la razón por la que se decidió su expulsión inmediata es la supuesta pérdida de confianza por parte de los miembros de la directiva a sus personas.
Luego de unas discusiones entre la Iglesia Católica y la Asociación se llegó a un acuerdo mediante un diálogo con la Nunciutura Apostólica que llegó a una modificación de los estatutos de la asociación que beneficiaba a los jóvenes y niños.

## Literatura
Llevó a cabo su obra literaria, donde pone de manifiesto su profunda convicción mariana y así se tiene, entre otros los títulos: “arco iris mariano, “quien reza se salva y se santifica”, “florecillas del padre Cosme”, “un ángel robado al cielo “y por supuesto e infaltables, todas sus homilías de la misa diaria.

### categorías
- Datos: Q20015414